# العلاقات التركية الشمال مقدونية
العلاقات التركية الشمال مقدونية هي العلاقات الثنائية التي تجمع بين تركيا وشمال مقدونيا.

## مقارنة بين البلدين
هذه مقارنة عامة ومرجعية للدولتين:
| وجه المقارنة                                              | تركيا         | شمال مقدونيا                                               |
| --------------------------------------------------------- | ------------- | ---------------------------------------------------------- |
| المساحة (كم2)                                             | 783.56 ألف    | 25.71 ألف                                                  |
| عدد السكان (نسمة)                                         | 80.14 مليون   | 2.08 مليون                                                 |
| الكثافة السكانية (ن./كم²)                                 | 102.28        | 80.9                                                       |
| العاصمة                                                   | أنقرة         | إسكوبية                                                    |
| اللغة الرسمية                                             | اللغة التركية | اللغة المقدونية، اللغة الألبانية                           |
| العملة                                                    | ليرة تركية    | دينار مقدوني                                               |
| الناتج المحلي الإجمالي (بليون دولار)                      | 851.10 مليار  | 11.34 مليار                                                |
| الناتج المحلي الإجمالي (تعادل القوة الشرائية) بليون دولار | 1.57 تريليون  | 29.26 مليار                                                |
| الناتج المحلي الإجمالي الاسمي للفرد دولار أمريكي          | 9.12 ألف      | 4.85 ألف                                                   |
| الناتج المحلي الإجمالي للفرد دولار أمريكي                 | 19.79 ألف     | 16.25 ألف                                                  |
| مؤشر التنمية البشرية                                      | 0.761         | 0.747                                                      |
| رمز المكالمات الدولي                                      | +90           | +389                                                       |
| رمز الإنترنت                                              | .tr           | .mk                                                        |
| المنطقة الزمنية                                           | ت ع م+03:00   | توقيت وسط أوروبا، ت ع م+01:00، ت ع م+02:00، أوروبا/سكوبيه ‏ |

## مدن متوأمة
في ما يلي قائمة باتفاقيات التوأمة بين مدن تركية وشمال مقدونية:
- ترتبط برغاما مع Rosoman [الإنجليزية]‏ باتفاقية توأمة منذ 2017.[16][16][16][16]
- ترتبط بورصة مع بيتولا باتفاقية توأمة منذ 1971.
- ترتبط إسطنبول مع إسكوبية باتفاقية توأمة منذ 1989.
- ترتبط تكيرداغ مع Topolčani [الإنجليزية]‏ باتفاقية توأمة منذ 2012.
- ترتبط بورنوفا مع ديلتشيفو باتفاقية توأمة.
- ترتبط بك أوغلي مع إسكوبية باتفاقية توأمة منذ 10 سبتمبر 2013.
- ترتبط أضنة مع إسكوبية باتفاقية توأمة.
- ترتبط كمال باشا [الإنجليزية]‏ مع كافادارشي باتفاقية توأمة.
- ترتبط مانيسا مع إسكوبية باتفاقية توأمة منذ 30 نوفمبر 1998.
- ترتبط قونية مع تيتوفو باتفاقية توأمة.

## منظمات دولية مشتركة
يشترك البلدان في عضوية مجموعة من المنظمات الدولية، منها:
| علم المنظمة | اسم المنظمة                               | تاريخ انضمام تركيا | تاريخ انضمام شمال مقدونيا |
| ----------- | ----------------------------------------- | ------------------ | ------------------------- |
|             | مؤسسة التنمية الدولية                     | 22 ديسمبر 1960     | 25 فبراير 1993            |
|             | يونسكو                                    | 4 نوفمبر 1946      | 28 يونيو 1993             |
|             | وكالة ضمان الاستثمار متعدد الأطراف        | 3 يونيو 1988       | 19 مارس 1993              |
|             | مجلس أوروبا                               | 9 أغسطس 1949       | ?                         |
|             | الأمم المتحدة                             | 24 أكتوبر 1945     | 8 أبريل 1993              |
|             | الاتحاد البريدي العالمي                   | ?                  | ?                         |
|             | البنك الدولي للإنشاء والتعمير             | 11 مارس 1947       | 25 فبراير 1993            |
|             | الاتحاد الدولي للاتصالات                  | 1866               | 4 مايو 1993               |
|             | منظمة حظر الأسلحة الكيميائية              | ?                  | ?                         |
|             | مؤسسة التمويل الدولية                     | 19 ديسمبر 1956     | 25 فبراير 1993            |
|             | المنظمة الأوروبية لسلامة الملاحة الجوية   | 1989               | 1998                      |
|             | المركز الدولي لتسوية المنازعات الاستشارية | 2 أبريل 1989       | 26 نوفمبر 1998            |
|             | منظمة التجارة العالمية                    | 26 مارس 1995       | ?                         |
|             | منظمة الشرطة الجنائية الدولية             | ?                  | ?                         |
|             | منظمة الأمن والتعاون في أوروبا            | 25 يونيو 1973      | 12 أكتوبر 1995            |

## وصلات خارجية
- موقع وزارة الخارجية التركية